# Neotamias panamintinus
Tamias panamintinus — вид гризунів родини вивіркових (Sciuridae). Він є ендеміком пустельних гірських районів південно-східної Каліфорнії та південно-західної Невади в США.
Вважається видом, що викликає найменше занепокоєння в Червоному списку МСОП через його широкий ареал, поширеність і відсутність відомих серйозних загроз. Бурундук панамський зустрічається в піньйонних сосново-ялівцевих лісах у кущах, валунах і на скелях.
З екологічної точки зору, панамські бурундуки є здобиччю, яка поповнює раціон своїх хижаків, включаючи птахів, хижаків, койотів, лисиць і рисей.